# Nice and Friendly

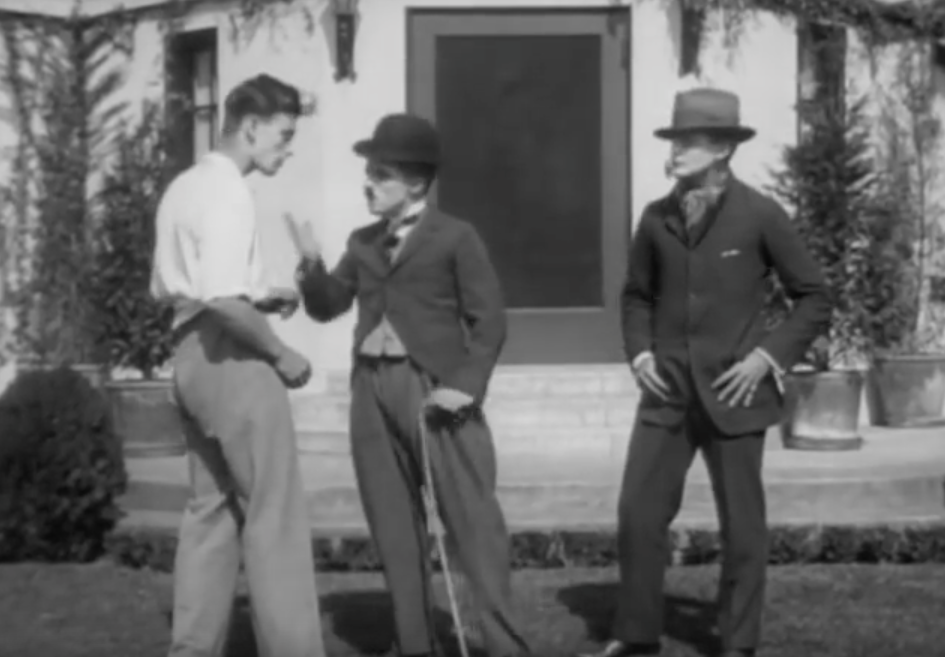
Charles Spencer Chaplin (Mitte) in Nice and Friendly (1922)

Nice and Friendly (Originaltitel: Nice and Friendly, deutsch: Schön freundlich) ist eine US-amerikanische Filmkomödie von Charlie Chaplin aus dem Jahr 1922.

## Handlung
In Nice and Friendly gibt es nicht wirklich eine Handlung, da er nur als Hochzeitsgeschenk für Lord und Lady Mountbatten gedreht wurde. In dem Film sieht man, dass Lady Mountbatten eine wertvolle Perlenkette trägt, welche Ganoven stehlen wollen. Charlie Chaplin wird nun gerufen, und obwohl er sein Tramp-Kostüm trägt, jagt er die Ganoven mit einem Holzhammer, welcher plötzlich in seiner Hand erscheint. Am Ende liegen alle Ganoven bewusstlos auf dem Rasen.

## Hintergrund
Nice and Friendly wurde von Charles Chaplin als Hochzeitsgeschenk für Lord und Lady Mountbatten gefilmt und 1922 veröffentlicht.